# Erdbohne
Die Erdbohne (Macrotyloma geocarpum), auch Kandelabohne genannt, ist eine Pflanzenart aus der Gattung Macrotyloma in der Unterfamilie Schmetterlingsblütler (Faboideae) innerhalb der Familie der Hülsenfrüchtler (Fabaceae). Diese Nutzpflanze ist nahe verwandt mit einer Reihe anderer „Bohnen“ genannter Feldfrüchte, insbesondere der indischen Pferdebohne (Macrotyloma uniflorum). Die Erdbohne hat ihren Ursprung wahrscheinlich in den Savannen Westafrikas und wird immer seltener, gewöhnlich für den Eigenbedarf, angebaut.

## Beschreibung und Ökologie
Macrotyloma geocarpum wächst als einjährige krautige Pflanze und erreicht Wuchshöhen von 25 bis 30 Zentimetern. Wenige Tage nach der Aussaat erfolgt epigäisch die Keimung. Es wird eine kräftige Pfahlwurzel gebildet. Die behaarten Stängel können selbständig aufrecht wachsen oder als sogenannte „Runnertypen“ sich niederliegend weit ausbreiten. Niederliegende Stängel bilden an den Knoten (Nodien) viele Wurzeln, an denen auch Wurzelknöllchen vorhanden sind.
Schnell fallen die Keimblätter (Kotyledonen) ab und es werden ein oder zwei Paar lanzettliche Primärblätter gebildet. Die wechselständigen angeordneten Laubblätter sind Blattstiel und -spreite gegliedert. Die bis 25 Zentimeter langen Blattstiele stehen aufrecht. Die Blätter sind dreizählig. Die haarig gestielten und kahlen Blättchen mit dreizähliger Nervatur sind eiförmig bis verkehrt-eiförmig und bis 8 Zentimeter lang. Es sind kleinere Nebenblättchen, Stipeln an den einzelnen Fiederblättchen vorhanden.
Schon vier bis sechs Wochen nach der Aussaat werden in den Blattachseln die ersten kleinen Blütenstände gebildet. Der mehr oder weniger behaarte Blütenstandsschaft endet in einer Verdickung. In einem Blütenstand stehen nur zwei kurz gestielte Blüten zusammen. Die zwittrigen, fast sitzenden Schmetterlingsblüten sind zygomorph und fünfzählig mit doppelter Blütenhülle. Die fünf haarigen Kelchblätter sind zu einem kurzen Kelch verwachsen, der in fünf ungleichen, spitzen, eilanzettlichen Zipfeln endet. Die fünf Kronblätter sind hellgelb oder elfenbeinfarben bis lilafarben gefleckt. Der auf der Innenseite im oberen Bereich behaarte Griffel des kurz gestielten Fruchtknotens endet spitz und die kleine Narbe befindet sich seitlich unter seinem spitzen Ende. Es sind 10 Staubblätter vorhanden, wovon nur eins frei ist. Es erfolgt Selbstbefruchtung und etwa zwei Tage danach verlängern sich die Blütenstiele geotrop nach unten, bis der Fruchtknoten den Boden erreicht und 1 bis 2 Zentimeter ins Erdreich eindringt.
Oberirdisch liegende Hülsenfrüchte bleiben lange grün. Unterirsche Hülsenfrüchte sind von bleicher Farbe und bleiben bis zur Reife pergamentartig dünn. Die Früchte reifen im Boden, es handelt sich also um eine geokarpe = bodenfrüchtige Leguminose, wie die Erdnuss (Arachis hypogaea) oder die Bambara-Erdnuss (Vigna subterranea) und stehen wie diese an einem Karpophor, daher auch die Trivialnamen wie Erdbohne und das Artepitheton geocarpum. Die unterirdischen, dünnschaligen, bleichen und leicht genetzten, nicht öffnenden Hülsenfrüchte bestehen aus zwei bis drei Gliedern oder Segmenten und sind 1,5 bis 3,0 Zentimeter lang. In jedem Segment ist ein Samen enthalten, also befinden sich in jeder Hülsenfrucht zwei bis drei Samen. Die glatten Samen sind bei einer Länge von 8 bis 12 Millimeter, einer Breite von 4 bis 7 Millimeter und einer Dicke 2 bis 3 Millimeter, bohnenartig bis eiförmig und leicht abgeflacht. Die Samenschale ist einfarbig weiß bis braun oder schwarz oder gesprenkelt. Der eingesenkte, punktförmige Nabel (Hilum) ist weiß und von einem dreieckigen dunkelfarbigen Fleck (Auge) umrandet. Das Tausendkorngewicht beträgt zwischen 50 und 150 Gramm. Etwa sechs bis neun Wochen nach der Befruchtung erfolgt die Samenreife.
Die Chromosomenzahl beträgt 2n = 20.

## Nutzung
Die Erdbohne ist eine tropische Pflanze mit hohem Temperatur- und Wasserbedarf.
Die Erdbohne gilt als wohlschmeckend und wird oft in unreifer Form geerntet. Der Eiweißgehalt der Samen (20 %) ist relativ hoch, bei einem nur geringen Fettgehalt (kleiner als 2 %).
Die Samen werden grün oder im reifen Zustand gegessen. Wegen ihres angenehmen Geschmackes wird die Erdbohne in manchen Gebieten gegenüber der Erdnuss oder Bambara-Erdnuss bevorzugt. Die reifen Samen werden häufig in einem Holzmörser aus den Hülsenfrüchten geschält und durch Windsichtern (Worfeln) das Korn gereinigt. Unbeschädigte Körner können mit Holzasche vermischt über 2 Jahre gelagert werden, ohne ihre Keimfähigkeit zu verlieren. Gekochte grüne oder reife Samen werden als Brei gegessen. Aus den Samen wird Mehl gemahlen, das der Zubereitung von Gebäck und anderen Gerichten dient. Die Samen der Erdbohne werden mit Salz geröstet.
Die Erdbohne besitzt einen guten Nährwert mit hohen Rohproteingehalt. Wenn ihre Mutter gestorben ist, erhalten die Kinder der Sisaala in Ghana während der Trauerzeit die Erdbohne als einzige Nahrung.
Die Erdbohne wird in der Volksmedizin verwendet. Ein Sud aus den Samen wird gegen Durchfall eingesetzt. Als Brechmittel bei Vergiftungen dienen zerstoßene Samen mit Wasser oder lokalem Bier gemischt.
Alle Pflanzenteile können als Viehfutter verwendet, beispielsweise auf dem Feld abgeweidet werden.

## Verbreitung, Herkunft und Gefährdung
Das Ursprungsgebiet der Erdbohne liegt in den wechselfeuchten bis halbtrockenen Savannengebieten Westafrikas. Der Anbau findet von Senegal bis ins nördliche Nigeria statt, mit einem Schwerpunkt im nördlichen Ghana. Von einem Anbau in Madagaskar wird berichtet. Es ist jedoch allgemein festzustellen, dass der Anbau zurückgeht und hauptsächlich zur Eigenversorgung betrieben wird.
Samen der in Kamerun und der Zentralafrikanischen Republik vorkommenden Wildform wurden 2010 gesammelt und vom Millennium Seed Bank Project mit der Methode der „Ex-Situ-Konservation“ eingelagert. Der Standort der gesammelten Exemplare liegt in trockener Baumsavanne mit Combretum-, Boswellia- sowie Gardenia-Arten. Das derzeitige Areal ist größer als 20.000 km2. In der Roten Liste der gefährdeten Arten der IUCN gilt Macrotyloma geocarpum als „Least Concern“ = „nicht gefährdet“, da die Bestände stabil sind.

## Systematik
Die Erstbeschreibung erfolgte 1908 durch Hermann August Theodor Harms unter dem Namen (Basionym) Kerstingiella geocarpa in Berichte der Deutschen Botanischen Gesellschaft, Band 26 A, S. 230, Tafel 3. Die Neukombination zu Macrotyloma geocarpum (Harms) Maréchal & Baudet wurde 1977 durch Robert Joseph Jean-Marie Maréchal und Jean C. Baudet in Bulletin du Jardin Botanique National de Belgique, Band 47, 1–2, S. 50. veröffentlicht.
Maréchal & Baudet veröffentlichten 1977 zwei Varietäten:
- Macrotyloma geocarpum (Harms) Maréchal & Baudet var. geocarpum
- Macrotyloma geocarpum var. tisserantii (Pellegr.) Maréchal & Baudet (Syn.: Kerstingiella tisserantii Pellegr.); in Kamerun und der Zentralafrikanische Republik, kleinere Blätter mit kurzem Stiel, kleinere Samen. Möglicherweise auch eine eigene Art.[3]